# 堺市立南八下中学校
堺市立南八下中学校（さかいしりつみなみやしもちゅうがっこう）は、大阪府堺市東区にある公立中学校。
堺市で38番目の中学校として、1987年に堺市立日置荘中学校・堺市立八下中学校の2校の校区の一部を分離再編して創立した。
校章は母体校2校の生徒や保護者・地域住民を対象に公募し、当時日置荘中学校1年生だった生徒の案を元に、日置荘中学校美術科教員が補正を加えたデザインが採用されている。

## 沿革
- 1987年4月1日 - 堺市立南八下中学校として開校。
- 1987年11月15日 - 開校記念式典を実施。校歌を制定。

## 通学区域
- 堺市立南八下小学校と堺市立八下西小学校の通学区域。

堺市東区 石原町、菩提町、八下町、引野町の全域、および白鷺町3丁の一部。

## 交通
- 南海高野線 初芝駅 北東へ約1.4km。

## 出身者
- 村林一輝 - プロ野球選手